# Abigail Folger
Abigail Anne Folger (* 11. August 1943 in San Francisco, Kalifornien; † 9. August 1969 in Los Angeles, Kalifornien) war die Ururenkelin des Kaffeekonzerngründers J. A. Folger („Folgers Coffee“, heute u. a. auch als „Folgers Flavors“ bekannt) und Erbin des gleichnamigen Kaffeeimperiums. Folger wurde als eines der Opfer der von Mitgliedern der Manson Family verübten Tate-Morde bekannt.

## Leben
Abigail Anne Folger, genannt „Gibby“, war die Tochter von Peter Folger, dem Präsidenten der Folger Coffee Company, und Inez Mejia, der Tochter einer kalifornischen Großgrundbesitzerfamilie. Die Eltern ließen sich früh scheiden. Folger wuchs in San Francisco auf und war bald etabliertes Mitglied der kalifornischen „Upper-Class“. Bereits als Jugendliche interessierte sie sich intensiv für Kunst, Musik und Schauspiel. Nach ihren Schulabschlüssen an der Santa Catalina School in Monterey und am Radcliffe College in Cambridge, Massachusetts, ging sie verstärkt ihren schauspielerischen Ambitionen nach.
1961 wurde Folger Mitglied einer Musik- und Theatergruppe und ging mit dem Ensemble auf Tournee. Nach erfolgreichem Abschluss am Radcliffe College studierte sie Kunstgeschichte in Harvard und schloss mit Diplom ab. Nach ihrer Graduierung 1967 zog sie zurück nach Kalifornien, um im Art Museum der University of California als Pressesprecherin und Direktorin für Öffentlichkeitsarbeit zu arbeiten.
Aufgrund einer Sinnkrise verließ Folger im September 1967 Kalifornien und pendelte quer durch die USA. Sie arbeitete bei verschiedenen Verlagen und war gern gesehener Gast der Partyszene von New York. Durch eine Buchpräsentation traf sie 1968 auf den jungen polnischen Schriftsteller und Lebenskünstler Wojciech Frykowski, der gerade einen Monat in den Staaten war und noch kein Englisch sprach. Beide verständigten sich zunächst auf Französisch und verliebten sich ineinander. Der Autor Frykowski war ein Bekannter des ebenfalls aus Polen stammenden Regisseurs Roman Polański.
1968 wurde Folger Wahlkampfhelferin von Robert F. Kennedy und unterstützte den damaligen Senator auch finanziell. Im August 1968 zogen Folger und Frykowski zurück nach Los Angeles. Durch die Bekanntschaft zu Sharon Tate und Roman Polański entstanden neue Bekanntschaften, so zu dem renommierten Haarstylisten Jay Sebring, der der ehemalige Verlobte von Sharon Tate war. Frykowski widmete sich seinen Buchprojekten, während Folger sich für wohltätige Projekte einsetzte. Durch die enger werdende Freundschaft von Folger und Frykowski mit dem Ehepaar Polański-Tate sowie Sebring entstand bald ein freundschaftlich-familiäres Verhältnis.
Folger engagierte sich – wie schon zuvor ihre Mutter Inez – intensiv in Wohlfahrtsprojekten; so unterstützte sie die Haight-Ashbury Free Medical Clinic und arbeitete als Sozialarbeiterin für notleidende Kinder in den Ghettos von Los Angeles; überdies unterstützte sie Sebring mit Investitionen. Zudem hatte Folger, auch bedingt durch die Bekanntschaft zu Tate, einen großen Kreis von Prominenten wie z. B. Warren Beatty, Tony Curtis, Jane und Peter Fonda um sich versammelt.

## Der Mord
Am Abend des 8. August 1969 kehrten Abigail Folger, Wojciech Frykowski, Jay Sebring und Sharon Tate nach einem Essen in einem mexikanischen Restaurant zum Anwesen von Tate und Polański am Cielo Drive in Bel Air zurück. Folger zog sich zum Lesen in ihr Bett zurück, wo sie gegen Mitternacht von Susan Atkins überrascht und ins Wohnzimmer gebracht wurde. Dort wurde bereits ihr Lebensgefährte Wojciech Frykowski von den anderen Tätern Patricia Krenwinkel und Charles Watson in Schach gehalten. Auch Tate und Sebring, die sich in Tates Zimmer unterhalten hatten, wurden ins Wohnzimmer gezwungen.
Kurz zuvor hatten die Täter bereits den eher zufällig auf dem Grundstück befindlichen Steven Parent in seinem in der Auffahrt stehenden Auto erschossen. Folger wollte in den Vorgarten flüchten, wurde aber im Flur des Hauses niedergestochen. Es gelang ihr, in einem unbeobachteten Moment wieder aufzustehen und nach draußen zu laufen, verfolgt von Krenwínkel und Watson. Dort wurde sie von beiden mit 28 Messerstichen getötet. 
Abigail Folger wurde am 13. August 1969 auf dem Holy Cross Cemetery in Colma, Kalifornien bestattet.